# Andrew R. Morgan
Andrew Richard Morgan, né le 5 février 1976 à Morgantown, est un astronaute américain. Après un doctorat en médecine, il s'engage auprès de l'United States Army Special Operations Command et est membre de l'United States Army Parachute Team (en) en tant que médecin d'urgence et parachutiste. Au cours de sa carrière il est déployé en Irak, en Afghanistan et en Afrique. 
En 2013 il est sélectionné par la NASA en tant que membre du groupe d'astronautes 21. Il complète son entraînement d'astronaute candidat en 2015, et s'envole le 20 juillet 2019 à bord de Soyouz MS-13 depuis le cosmodrome de Baïkonour au Kazakhstan pour sa première mission à bord de la Station spatiale internationale. Il rentre sur Terre le 17 avril 2020 à bord de Soyouz MS-15.

## Formation
Andrew R. Morgan est natif de Morgantown en Virginie-Occidentale d'une famille de militaire, son père étant colonel dans l'United States Air Force. Au cours de son enfance, il déménage en Californie, à New York, au Royaume-Uni et au Delaware, et il considère New Castle en Pennsylvanie sa ville natale. Il est diplômé du Lycée Dover (en) dans la ville de Dover au Delaware en 1994. Il obtient un Bachelor en science dans l'ingénierie environnementale à l'Académie militaire de West Point dans l'État de New York en 1998, puis un Doctorat en médecine de l'Uniformed Services University of the Health Sciences (en) à Bethesda dans le Maryland en 2002. Il obtient une résidence en médecine d'urgence à l'université de Washington à Tacoma dans l'État de Washington en 2005. Il complète une bourse de recherche dans les soins de première ligne en médecine sportive à l'université du Commonwealth de Virginie à Fairfax en Virginie en 2013.

## Débuts professionnels
À l'Académie militaire de West Point, il est membre de l'équipe de parachutiste de West Point, les "Black Knights", et participe à des démonstrations dans des stades. Après avoir obtenu sa résidence en médecine, il se porte volontaire à l'United States Army Special Operations Command. Lors de son assignation en tant que médecin traitant au Womack Army Medical Center à Fort Bragg en Caroline du Nord, il sert en tant que membre d'équipe médical au Joint Special Operations Command et travaille comme médecin à temps partiel pour l'United States Army Parachute Team (en), les « Golden Knights » afin de maintenir ses compétences en parachutisme. Il devient ensuite chirurgien de bataillon dans les Forces Spéciales de l'United States Army durant trois ans, étant déployé en Irak, en Afghanistan et en Afrique. Il est ensuite sélectionné pour une mission d'opération spéciale dans la région de Washington DC.

## Astronaute
En juin 2013, il est sélectionné en tant qu'un des 8 membres du groupe d'astronautes 21 de la NASA. Lors de sa formation, il apprend le fonctionnement des systèmes de la station spatiale internationale, le pilotage d'avions T-38 Talon et la manipulation du bras robotique Canadarm 2. Il est également formé aux sorties extravéhiculaires (EVA) et apprend le russe et la survie en milieu sauvage et en haute mer.

### Expéditions 60/61/62

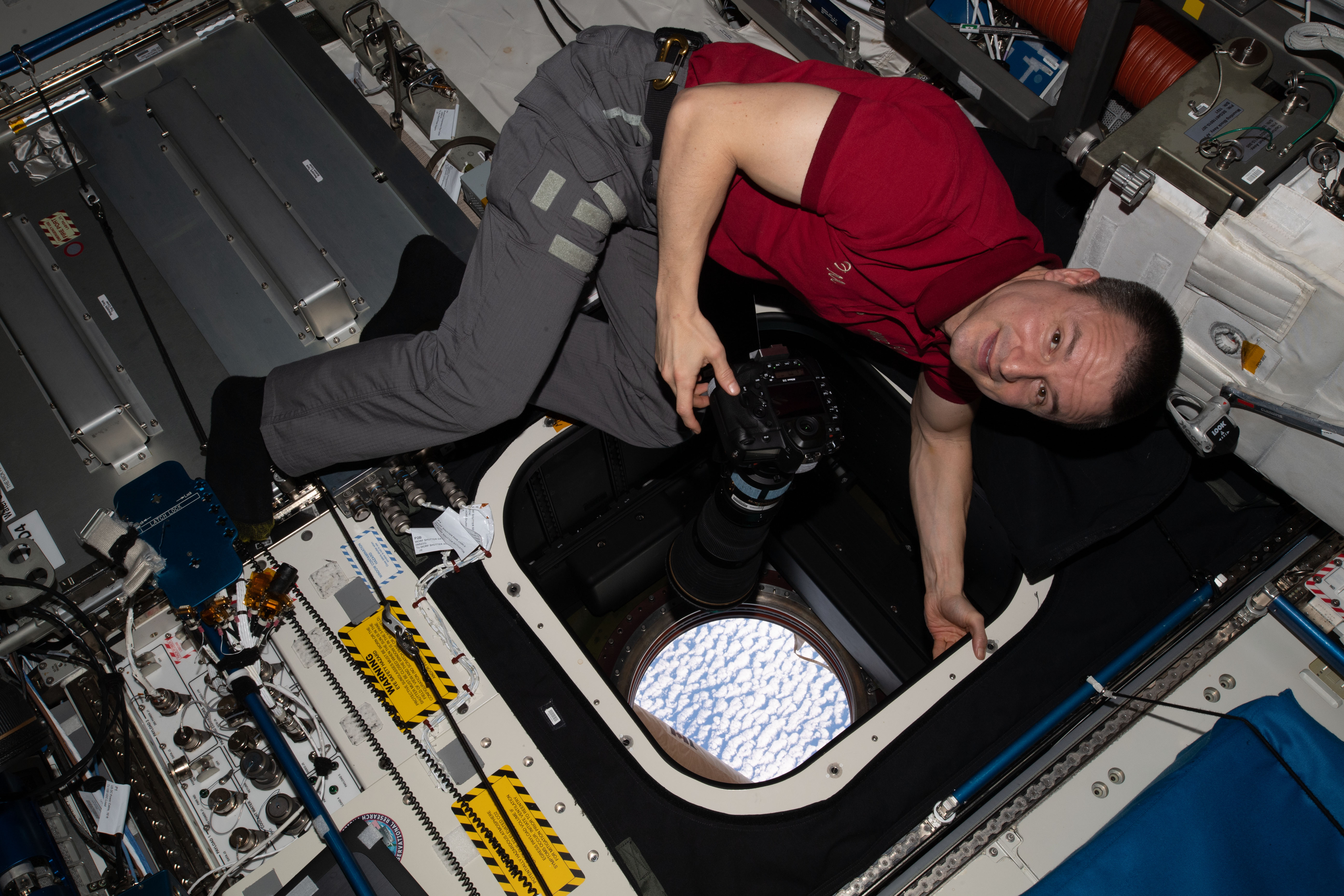
Andrew Morgan photographiant la Terre depuis le hublot du module Destiny.

Il s'envole à bord de Soyouz MS-13 le 20 juillet 2019 (anniversaire des 50 ans de l'atterrissage sur la Lune de la mission Apollo 11) depuis le cosmodrome de Baïkonour au Kazakhstan avec l'astronaute de l'ESA Luca Parmitano et le cosmonaute russe Alexandre Skvortsov pour une mission de longue durée à bord de la station spatiale internationale. Au cours de sa mission, l'équipage de la station réalise des centaines d'expériences en biologie, étude de la Terre, recherche médicale, sciences physique ainsi que pour le développement de nouvelles technologies.

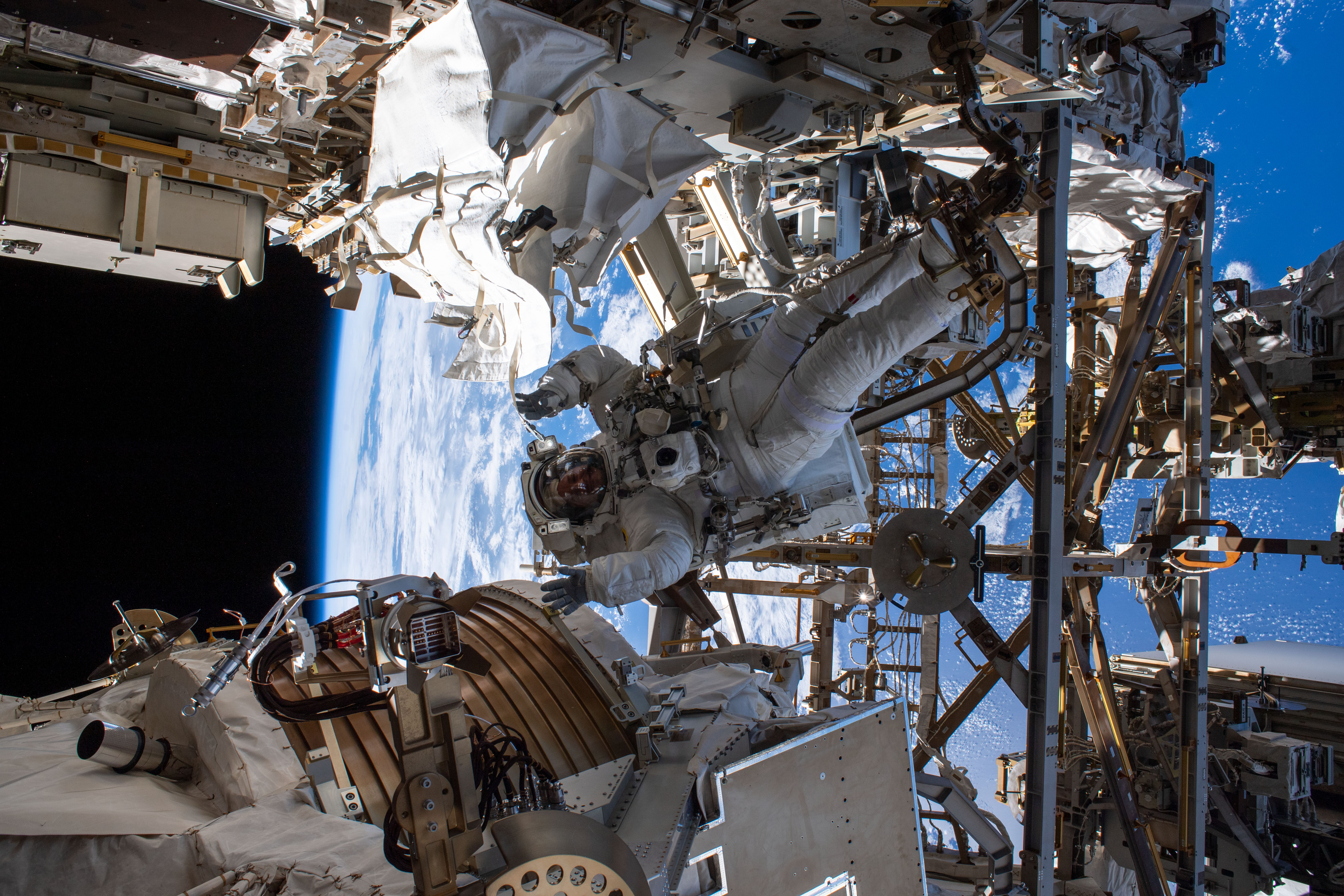
Andrew Morgan durant la première sortie extravéhiculaire pour réparer le spectromètre magnétique Alpha (visible en bas à gauche).

Il participe de plus à sept sorties extravéhiculaires (EVA) à l'extérieur de la station. La première a lieu le 21 août 2019 accompagné de l'astronaute Nick Hague et dure 6 heures 32 minutes. Les deux hommes installent l'adaptateur d'amarrage international-3 sur le module d'accouplement pressurisé-3 au zénith du module Harmony, afin de permettre l'amarrage des véhicules du Commercial Crew Development. Andrew Morgan participe ensuite à une série de deux EVA avec Christina Koch les 6 et 11 octobre 2019 d'une durée respective de 7 heures 01 minutes et 6 heures 45 minutes afin de remplacer d'anciennes batteries nickel-hydrogène par de nouvelles batteries lithium-ion sur le segment P6, tout à l'extrémité de la poutre de la station spatiale internationale. Par la suite il fait équipe avec l'astronaute italien Luca Parmitano au cours de quatre complexes EVA afin d'améliorer et de prolonger la durée de vie du spectromètre magnétique Alpha (AMS-02) destiné à l'observation de la matière noire. La première a lieu le 15 novembre 2019 et dure 6 heures 39 minutes pendant laquelle les deux hommes installent leurs outils et équipement autour d'AMS-02, puis retirent une protection thermique afin d'avoir accès à l'intérieur de l'instrument. La deuxième a lieu le 22 novembre 2019 et dure 6 heures 33 minutes, les astronautes coupant à l'aide d'un outil spécialement conçu huit tuyaux du système de refroidissement d'AMS-02. La troisième a lieu le 2 décembre 2019 et dure 6 heures 02 minutes pendant lesquelles les deux hommes installent une nouvelle pompe de liquide de refroidissement. Enfin la quatrième et dernière EVA se tient le 25 janvier 2020 et dure 6 heures 16 minutes, Andrew Morgan et Luca Parmitano cherchent la présence d'éventuelle fuites dans le système de refroidissement puis installent de nouveau la protection thermique autour d'AMS-02.
Après avoir participé aux expéditions 60, 61 et 62, il rentre sur Terre le 17 avril 2020 à bord de Soyouz MS-15 avec l'astronaute américaine Jessica Meir et le cosmonaute russe Oleg Skripotchka. Avec 271 jours, il s'agit du quatrième plus long vol pour un astronaute américain et du neuvième dans le monde,.

## Vie privée
Il apprécie la course, la natation, la musculation, lire à propos de l'histoire militaire et de l'exploration spatiale, ainsi que les road-trips familiaux. Il est marié et a 4 enfants.

## Distinctions
Il reçut plusieurs prix au cours de sa carrière dont :
- U.S. Military Academy Superintendent’s Award
- Alpha Omega Alpha Honor Medical Society
- Fellow of the Academy of Wilderness Medicine

Récompenses militaires :
- Army Surgeon General’s “A” Proficiency Designator
- Bronze Star Medal
- Defense Meritorious Service Medal
- Meritorious Service Medal
- Joint Service Commendation Medal (avec une grappe de feuille de chêne)
- Army Commendation Medal (avec deux grappe de feuille de chêne)
- Afghanistan Campaign Medal (deux étoiles de campagne)
- Iraq Campaign Medal (une étoile de campagne)
- NATO Service Medal
- Combat Medical Badge
- Expert Field Medical Badge